# 中央人民政府对外贸易部
中央人民政府对外贸易部是根据1949年9月27日中国人民政治协商会议第一届全体会议通过的《中华人民共和国中央人民政府组织法》第二十二条的规定，于1952年8月7日设置的一个中央人民政府政务院部门。为了加强商业工作和使国内贸易与对外贸易更好地为即将开始的第一个五年计划经济建设服务，1952年8月中央人民政府委员会第十七次会议决定，撤销中央人民政府贸易部，分别成立中央人民政府对外贸易部和中央人民政府商业部。

## 职责权限
按照相关规定，中央人民政府对外贸易部在政务院财政经济委员会的指导下展开工作。

## 历史
随着建国后国内外贸易的逐步发展，1952年8月7日，为了加强商业工作和使国内贸易与对外贸易更好地为即将开始的第一个五年计划经济建设服务，中央人民政府委员会第十七次会议决定，撤销中央人民政府贸易部，分别成立中央人民政府对外贸易部和中央人民政府商业部。8月10日中央人民政府公布的《中央人民政府委员会关于调整中央人民政府机构的决议》的第二项，成立中央人民政府对外贸易部和中央人民政府商业部，于1952年9月3日正式撤销中央人民政府贸易部。
1953年，中央对外贸易部对原有国营外贸公司进行调整，组成14个专业进出口公司和2个专业运输公司。
1954年11月改组为中华人民共和国对外贸易部。

## 组织结构
1952年9月于北京设立16家国营外贸专业公司：
- 中国机械进口公司
- 中国五金电工进口公司
- 中国矿产公司
- 中国技术进口公司
- 中国化工杂品进口公司
- 中国进出口公司
- 中国杂品出口公司
- 中国畜产公司
- 中国茶叶出口公司
- 中国土产出口公司
- 中国烟麻出口公司
- 中国食品出口公司
- 中国粮谷出口公司
- 中国油脂出口公司
- 中国陆运公司
- 中国海运公司

1953年1月，中国粮谷出口公司与中国油脂出口公司合并为中国粮谷油脂出口公司，并增设中国丝绸公司。1955年，中国陆运公司与中国海运公司合并为中国对外贸易运输公司，中国化工杂品出口公司撤销，中国机械进口公司分设为中国机械进口公司、中国运输机械进口公司、中国仪器进口公司。1961年1月，中国粮谷油脂出口公司与中国食品出口公司合并成立中国粮油食品进出口公司。

## 领导人
部长
1. 叶季壮（1952年8月—1954年9月）

副部长
- 雷任民
- 徐雪寒
- 李强（中央人民政府邮电部无线电总局局长）
- 解学恭（原山西省委员会副书记，1952年11月）
- 李哲人（原政务院华北行政委员会委员兼贸易局局长，1953年1月）
- 孔原（原中央人民政府海关总署署长，1953年1月）
- 范子文（1954年6月）

## 外部連結
- （简体中文） 中华人民共和国商务部官方网站商务部机构沿革（页面存档备份，存于）